# 나의 결혼 원정기
"나의 결혼 원정기" (Wedding Campaign)는 황병국 감독이 만들고 정재영, 수애, 유준상이 출연한 영화이다. 순박한 시골총각들의 결혼원정을 그린 영화이다. 이들이 우즈베키스탄으로 결혼원정을 떠나면서 벌어지는 사건을 통해 진정한 사랑과 결혼의 의미를 보여주고자 했던 영화였다.

## 캐스팅
- 정재영 : 시골총각 홍만택 역
- 수애 : 통역관 김라라 역
- 유준상 : 농촌작업남 희철 역
- 김성겸 : 만택조부 역
- 김지영 : 만택모 역
- 권태원 : 사장 역
- 박길수 : 두식 역
- 전상진 : 상진 역
- 신은경 : 알료냐 역
- 전미라 : 희철통역 역
- 김순애 : 경실 역
- 김진구 : 춘보모 역
- 알리예바 올가 : 춘보댁 역
- 김응수 : 마을어른 역
- 김원식 : 어린만택 역
- 정태우 : 어린희철 역
- 정혜영 : 연희 역
- 홍이계 : 신랑 역
- 김지영 : 신부 역
- 김영섭 : 사진사 역
- 박지원 : 영옥 역
- 이동건 : 영옥아들 역
- 김양춘 : 호동 역
- 김남진 : 모텔녀 역
- 송창곤 : 영사과직원 1 역
- 장준희 : 영사과직원 2 역
- 임찬익 : 영사과직원 3 역
- 이성노 : 국정원직원 1 역
- 김동욱 : 국정원직원 2 역

## 같이 보기
- 우편주문 신부